# Бан, Зоран
Зо́ран Бан (хорв. Zoran Ban; род. 27 мая 1973, Риека) — хорватский футболист, нападающий.

## Клубная карьера
После трёх лет выступлений за «Риеку» (38 матчей, 11 голов) был куплен «Ювентусом». На поле выходил редко, в чемпионате Италии провёл только два матча. В 1993 году сыграл за туринский клуб в Москве с «Локомотивом» в ответном матче Кубка УЕФА. Сдавался в аренду в Португалию — в «Белененсиш» (9 матчей, 2 гола) и «Боавишту» (16 матчей, 4 гола).
Вернулся в Италию в 1996 году, его новым клубом стала «Пескара», которая выступала в Серии B. Бан сыграл 9 матчей и забил один мяч. С 1997 по 2004 год выступал в Бельгии, где сменил три команды: «Мускрон» (65 игр, 30 голов), «Монс» (20 выступлений, 5 голов) и «Генк» (36 игр, 11 голов). Всего в этой стране сыграл 121 матч и забил 46 мячей.
Снова оказался в Италии в 2004 году, на этот раз в команде из Серии C1 «Фоджа». Удачно проведя предсезонку, Бан претендовал на место в основном составе, в первых пяти матчах он дважды поразил ворота соперника. Из-за серьёзных проблем со здоровьем жена заставила его прервать контракт и в срочном порядке вернуться домой. Бан искал команду, близкую к своей родной стране, однако через некоторое время решил закончить с футболом.

## Карьера в сборной
Дебютировал за молодёжную сборную Хорватии 3 сентября 1994 года в матче против Эстонии, хорваты выиграли со счётом 2:1.

## Достижения
- Кубок Бельгии (с «Генком»): 1999/2000